# Helmuth von Pannwitz
Helmuth von Pannwitz (14 de octubre de 1898, Provincia de Silesia, Imperio alemán - Unión Soviética, Moscú, 16 de enero de 1947) fue un general alemán que fue oficial de caballería durante la Primera y Segunda Guerra Mundial. Más tarde se convirtió en teniente general de la Wehrmacht y de las Waffen-SS, SS-Obergruppenführer y Atamán del XV Cuerpo de Caballería cosaco de las SS.
En 1947 fue juzgado por crímenes de guerra bajo Ukase 43 por el Colegio Militar de la Corte Suprema de la Unión Soviética, sentenciado a muerte el 16 de enero de 1947 y ejecutado en la prisión de Lefortovo el mismo día. Fue rehabilitado por un fiscal militar en Moscú en abril de 1996. En junio de 2001, sin embargo, se revocó la revocación de la condena de Pannwitz y se restableció su condena.

## Biografía

### Primeros años
Pannwitz nació el 14 de octubre de 1898 en una familia de la nobleza prusiana en Botzanowitz (hoy Bodzanowice), Provincia de Silesia, cerca de Rosenberg (hoy Olesno), ahora parte de Polonia pero directamente en la frontera germano-rusa de la época. Su familia era originaria del pueblo de Pannwitz en Lusacia. Del siglo XIV al XVI, la familia ocupó el cargo de Burggraf de Glatz.
A los doce años, ingresó en la escuela de cadetes prusianos en Wahlstatt, cerca de Liegnitz en Silesia, y más tarde en la escuela de cadetes principal en Lichterfelde. Incluso antes del estallido de la Primera Guerra Mundial, se sintió atraído por las exposiciones de unidades cosacas que se organizaron en las ciudades vecinas del Imperio ruso.
Como cadete oficial, Pannwitz, al estallar la Primera Guerra Mundial, se unió al Ejército Imperial Alemán como voluntario en el 1.er Regimiento de Lanceros, con sede en Militsch, en el transcurso de los cuales fue ascendido a la edad de dieciséis años a Leutnant (segundo teniente) y condecorado con la Cruz de Hierro de segunda clase en el mismo año (y, un año después, de primera clase) por valentía en acción. Inmediatamente después de la guerra, luchó en las filas del Cuerpo de Voluntarios (Freikorps) contra los separatistas polacos en Silesia y participó en el Kapp Putsch. Buscado como sospechoso en el asesinato de un socialdemócrata, Bernhard Schottländer, en Breslau, huyó a Polonia. Bajo un nombre falso, Pannwitz se convirtió en líder del Reichswehr Negro en 1923, donde estuvo involucrado en varios asesinatos de Feme. A raíz del fracaso del Küstrin Putsch, Pannwitz huyó nuevamente a Polonia. Después de pasar un año en Hungría, Pannwitz fue a Polonia en 1926, donde vivió y trabajó como administrador de granjas, en el último a cargo de las propiedades de la princesa Radziwill en Młochów, cerca de Varsovia.
Cuando se concedió una amnistía en 1931, Pannwitz regresó a Alemania. Se convirtió en un Stabsführer de las SA en Silesia. En 1934 comandó un escuadrón de caballería SA. Al cooperar con la Gestapo, desempeñó un papel importante durante la noche de los cuchillos largos en Silesia. Por eso fue admitido a unirse al Partido nacionalsocialista. En 1935 se reincorporó al ejército alemán como Rittmeister (capitán) y comandante de escuadrón de caballería en el 2.º Regimiento de Caballería en Angerburg, Prusia Oriental. En 1938, después del Anschluss cuando Austria se convirtió en parte de Alemania, fue transferido a Austria y se convirtió en comandante del destacamento del 11.º Regimiento de Caballería en Stockerau, cerca de Viena, siendo ascendido al rango de Mayor al mismo tiempo. La Segunda Guerra Mundial lo encontró como el comandante del destacamento de reconocimiento de la 45.º División de Infantería en Polonia y Francia.

### Segunda Guerra Mundial
En servicio activo nuevamente en la Segunda Guerra Mundial, Pannwitz fue galardonado con "barras" a sus condecoraciones anteriores y en septiembre de 1941 recibió la Cruz de Caballero de la Cruz de Hierro, Recibió las hojas de roble como un Oberst (coronel) un año después por su exitoso liderazgo militar, cuando estaba al mando de un grupo de batalla que cubría el flanco sur en la batalla de Stalingrado.
Pannwitz jugó un papel decisivo en el establecimiento de una fuerza cosaca, brigada de caballería cosaca, que se formó el 21 de abril de 1943. La unidad realizó operaciones antipartisanos en Ucrania y Bielorrusia, y luego fue trasladada a luchar contra los partisanos yugoslavos. Durante las operaciones punitivas en Serbia y Croacia, los regimientos cosacos bajo el mando de Pannwitz cometieron una serie de atrocidades contra la población civil, incluidas varias violaciones en masa y ejecuciones sumarias de rutina. Incluso para von Pannwitz, estas atrocidades excedieron lo que él percibió como normal. Además, a sus ojos, amenazaban la disciplina y el éxito militar. Por lo tanto, emitió una orden con fecha del 20 de octubre de 1943, según la cual los delitos de ese tipo darían lugar a la pena de muerte.
En la ceremonia de premiación en Berlín, cuando Pannwitz recibió las "Hojas de roble" para su Cruz de Caballero el 15 de enero de 1943, le dijo a Hitler que las políticas oficiales nacionalsocialistas que causaron que los eslavos fueran considerados como infrahumanos (Untermenschen) por razones estratégicas estaban totalmente equivocados.
Durante el verano de 1944, las dos brigadas fueron mejoradas para convertirse en la 1.ª división cosaca y la 2.ª división cosaca. El 1 de febrero de 1945, estas divisiones se combinaron para convertirse en el XV Cuerpo de Caballería cosaco de las SS.
Debido al respeto que mostró por sus tropas y su tendencia a asistir a los servicios ortodoxos rusos con ellos, Pannwitz fue muy popular entre sus tropas cosacas. Antes del final de la guerra, fue elegido Feldataman (representación alemana del Supremo Ataman, el rango más alto en la jerarquía de cosacos y uno que tradicionalmente estaba reservado solo para el Zar).
Al final de la guerra, las SS tomaron el control de todas las unidades extranjeras dentro de las fuerzas alemanas. El archivo de Himmler en el Museo Imperial de la Guerra contiene un registro de una conversación que tuvo lugar el 26 de agosto de 1944, entre Himmler, el general von Pannwitz y su jefe de personal, el coronel H.-J. von Schultz. Se llegó a un acuerdo de que la división de cosacos, que pronto sería el cuerpo de cosacos, se colocó bajo la administración de las SS en términos de reemplazos y suministros. Tanto el cuadro alemán como las tropas cosacas debían conservar sus uniformes y sus filas Wehrmacht o cosacos. Por el momento, Pannwitz se negó a ingresar a las SS, argumentando: “He estado en el ejército desde que tenía quince años. Dejarlo ahora me parecería una deserción”. Himmler buscó colocar todas las unidades de combate cosacos bajo el mando de von Pannwitz. Así, en noviembre de 1944, la mayoría de las unidades fueron transferidas a las Waffen-SS e integradas en el recién formado XV Cuerpo de Caballería cosaco de las SS . Por su propia solicitud, von Pannwitz fue dado de baja del ejército el 10 de febrero de 1945 e ingresó a las SS en el rango de SS-Obergruppenführer y teniente general de las Waffen-SS al día siguiente.

### Secuelas
Pannwitz se rindió el 11 de mayo de 1945 a las fuerzas británicas (5.º Cuerpo del 8.º Ejército) cerca de Völkermarkt en Carintia, Austria, e intentó asegurarse de que sus hombres permanecerían bajo la custodia de los Aliados occidentales. A mediados de mayo, sin embargo era obvio que los cosacos serían entregados a la Unión Soviética.
Pannwitz era de nacionalidad alemana y, según las disposiciones de la Conferencia de Yalta, no estaba sujeto a repatriación a la Unión Soviética. Pero el 26 de mayo, fue privado de su mando y puesto bajo arresto mientras la carga forzada de los cosacos en los camiones comenzó y continuó durante los días siguientes. Aunque muchos escaparon de sus campamentos luego de estas acciones, el General v. Pannwitz y muchos de sus oficiales alemanes compartieron el destino incierto de los cosacos, por lo que estos alemanes se rindieron con los cosacos a las autoridades soviéticas en Judenburg.

### Ejecución
Pannwitz fue ejecutado en Moscú el 16 de enero de 1947, luego de haber sido condenado por un tribunal militar por crímenes de guerra en la Unión Soviética.

### Intento de rehabilitación
Casi cincuenta años después, el 23 de abril de 1996, durante la presidencia rusa de Boris Yeltsin, miembros de la familia Pannwitz solicitaron una revocación póstuma de la condena de 1946. El Alto Fiscal Militar de Moscú determinó posteriormente que Pannwitz era elegible para rehabilitación como víctima de la represión de la era de Stalin. Sin embargo, el 28 de junio de 2001, la rehabilitación fue revocada en un fallo que impugnó la jurisdicción de los procedimientos de 1996, y la condena de Pannwitz por crímenes militares fue restablecida.

## Premios y condecoraciones
- Cruz de Hierro (1914) 
  - 2.ª clase (16 de septiembre de 1915)[14]
  - 1.ª clase (27 de enero de 1917)
- Medalla de Herido (1914) 
  - en Negro
- Cruz de Honor (20 de diciembre de 1934)
- Wehrmacht-Dienstauszeichnung (Premio al Largo Servicio en la Wehrmacht)
- Broche a la Cruz de Hierro (1939) 
  - 2.ª clase (23 de septiembre de 1939)
  - 1.ª clase (5 de octubre de 1939)
- Insignia de Asalto General (18 de julio de 1941)
- Medalla del Frente Oriental
- Orden de Miguel el valiente
  - 3.ª clase (7 de mayo de 1943)
- Orden de la corona del rey Zvonimir con estrellas y espadas
- Cruz de Caballero de la Cruz de hierro, con hojas de roble 
  - Cruz de Hierro (467.º) el 4 de septiembre de 1941 como Oberstleutnant y comandante de Aufklärungs-Abteilung 45[15][16]
  - 167.º Hojas de roble el 23 de diciembre de 1942 como Oberst y líder del Kampfgruppe "von Pannwitz" [17]